# Ferdinand Karl Weinhart
Ferdinand Karl Weinhart (* 14. August 1654 in Innsbruck; † 27. April 1716) war ein österreichischer Mediziner und Hochschullehrer. 
Er war der älteste Sohn von Paul Weinhart d. J. († 26. November 1710) und studierte Philosophie an der neueröffneten Universität Innsbruck, wo er den Magister erwarb. Danach studierte er Medizin in Padua, promovierte 1674 und eröffnete eine ärztliche Praxis in Innsbruck. Im August 1677 wurde er ins Ärztekollegium aufgenommen und im September zum zweiten Professor der medizinischen Fakultät ernannt. Er übernahm den neugegründeten Lehrstuhl der medizinischen Institutionen (umfasste Physiologie, Hygiotheorie, Pathologie, Semiotik, Therapie, Grundzüge der Chirurgie).
Als Nachfolger von Gaudenz von Sala übernahm er im November 1691 den Lehrstuhl der Praxis und 1703 zusätzlich den der Aphorismen. Er war mehrfach Rektor und Dekan der medizinischen Fakultät. Seine Bibliothek umfasste 1525 Bücher. 
1709 ernannte ihn Kaiser Joseph I. († 1711) zu seinem Hofleibarzt und zum kaiserlichen Rat. Er wurde auch Leibarzt von Karl VI.

## Veröffentlichungen
- Thesaurus sanitatis inaestimabilis quomodo facili methodo ad plurimos vitae dies integer & incolumis conservari possit, Innsbruck 1691 (Dissertation)
- Medicus officiosus seu de officio medici, Innsbruck 1703 (Digitalisat MDZ, Google); weitere Ausgaben Nürnberg 1715 und 1726
- De Medici prudentia morali-politica dissertationes XXVI, Innsbruck 1716 (Digitalisat MDZ, Google)
- Nucleus universae medicinae in tres partes distributus, in quarum prima universae medicinae theoricae, in secunda et tertia practicae fundamentorum summa continetur, Padua 1715/1728, 3 Bände